# Eight Days to Live
Eight Days to Live is een in 2006 uitgekomen dramafilm uit Canada. De film is gebaseerd op waar gebeurd verhaal, maar er is een fictieve wending aangegeven. De bekende filmacteurs Dustin Milligan en Kelly Rowan spelen een hoofdrol in deze film.

## Verhaal
Teresa Spring (Kelly Rowan) belandt in een erge nachtmerrie als haar 19-jarige zoon Joe Spring (Dustin Milligan) vermist wordt in de Northern Fraser Valley in Brits-Columbia. Later komen ze erachter dat hij met zijn auto van de weg is geraakt en van een steile helling is gereden. Teresa moet haast maken om haar zoon te redden, omdat hij volgens journalisten maar 8 dagen kans heeft te overleven zonder eten en drinken. Er worden een aantal getuigen verhoord die de zoektocht kunnen helpen. Er wordt echter niets gevonden. Na 7 dagen zijn de agenten verplicht de zoektocht op te geven, Theresa Spring weet dit echter te voorkomen.

## Rolverdeling
- Joe Spring - Dustin Milligan
- Becca Spring - Tegan Moss
- Tim Spring - Shawn Doyle
- Teresa Spring - Kelly Rowan
- Will Spring - Ryan McDonell
- Craig - Ty Olsson
- Jodeen - Gwynyth Walsh
- Anderson - James Parks
- Weaver - Michael Eklund
- Al - Brian Markinson
- Lucinda - Katharine Isabelle